# الأصيل (صحيفة جزائرية)
جريدة الأصيل صحيفة جزائرية تصدر باللغة الفرنسية وتكتب بالفرنسية El Acil تصدر في مدينة قسنطينة عاصمة الشرق الجزائري عن مؤسسة أنتر ميد أنفو EURL Inter-Med-Info مسيرها ومديرها العام ناصر طفراوي، مسؤول النشر غليب جبور, رئيس تحريرها عبد الكريم زرزوري تهتم بالأخبار السياسية، الاقتصادية، الرياضية، و الفنية المحلية والدولية.

## التاريخ
تأسست صحيفة الأصيل سنة 1993م بفضل طاقم من الصحفيين شباب وكانت تصدر بالغتين العربية والفرنسية في البداية كانت توزع سوى في ولاية قسنطينة لتتوسع بعد ذلك إلى كافة ولايات الشرق الجزائري وهي الآن بصدد الانتشار عبر كافة التراب الوطني.

## وصلات خارجية
- الموقع الرسمي لجريدة الأصيل.